# 穆里貝卡
10°25′37″S 36°57′32″W / 10.42694°S 36.95889°W
穆里貝卡（葡萄牙語：Muribeca），是巴西的城鎮，位於該國東北部，由塞爾希培州負責管轄，始建於1926年，面積79平方公里，海拔高度151米，2010年人口7,344，人口密度每平方公里79.15人。